# Aldeanueva de la Serrezuela
Pour les articles homonymes, voir Aldeanueva.
Aldeanueva de la Serrezuela est une commune de la province de Ségovie dans la communauté autonome de Castille-et-León en Espagne.